# سافو
سافو (به یونانی: Σαπφώ) از شاعران یونانی سده هفتم پیش از میلاد بود. سافو از زمان باستان به عنوان بزرگ‌ترین شاعرِ غنایی شناخته شده‌است. او نخستین زنی بود که کنار احساسات فردی، حتی خصوصی‌ترین احساسات را در شعر بیان کرد. شعر او بر معاصرانش تأثیر بسیار گذاشت و در زمان زندگی‌اش نه تنها در زادگاهش که در جای‌های بس دور نیز خوانده و دکلمه می‌شد.
افلاطون او را ایزدبانوی دهم هنر نامیده‌است. کاتولوس از «سافویِ مَرد» نام برده و زاهد آسوری تاتیانوس او را «روسپی، دیوانهٔ عشق، کسی که هرزگی‌اش را آواز می‌داده» خوانده‌است. بیش‌ترین جنجال پیرامون او نیز به دلیلِ گرایشِ هم‌جنس‌گرایانه‌اش بوده‌است. سافو در سروده‌هایش عشق بین زنان را ستایش کرده‌است. او از جزیرهٔ لسبوس است و برای همین، امروز زنان هم‌جنس‌گرا را «لزبین» می‌نامند.
سافو در زمانِ زندگی‌اش به خاطر شعرهایش که بخش اندکی از آن به جا مانده‌است بسیار ستوده شده‌است. وقتی به موجب پیرسالی درگذشت، در بسیار جاها شعرهاش نقل و خوانده می‌شد. ایدهٔ خودکشی که ادیت مورای فرانسوی در تجزیهٔ روان‌کاوانهٔ شعرهای سافو مطرح کرده‌است، شاید ایدهٔ خلاقانه‌ای باشد، اما نشانه‌ای از نقد جدی در برندارد.

## زندگی
سافو در سدهٔ ششم پیش از میلاد مسیح در جزیرهٔ لسبوس به فاصله‌ای نه چندان دور از سواحل آسیای صغیر زاده شد. در زمانهٔ سافو، که هم‌عصرِ سولون، نبوکدنزر دوم و جرمیا بود، لسبوس جزیره‌ای غنی از زیتون، انگور، کشت‌زارهای غله و تپه‌های جنگلی بود. آب و هوای مدیترانه و زمین غنی به جامعه‌ای بس ثروت‌مند شکل داده بود.
لسبوس تا صد سال پیش از عصر طلایی پریکلس مرکز فرهنگی یونان باستان و چشمهٔ الهام شاعران غنایی چون آلکایوس و سافو بود.
داد و ستدی پربار با شهرهای ساحلی آسیای صغیر و جزیره‌های دریای اژه و حتی با مصر باستان در جریان بود، اما بازرگانانِ دریانوردِ این جزیره بیش‌تر نزدیک خانه می‌ماندند و به راه دور نمی‌رفتند. اقتصاد لسبوس بر بازرگانی، صنعت و دریانوردی استوار بود. شراب، روغن زیتون، غله، چوب پنبه، خمره و قرابه و چراغ روغن‌سوز از عمده محصولات بازرگانی این جزیره به‌شمار می‌آمد. مهم‌ترین بندرِ لسبوس، مرکز آن میتیلن (Mytilene) بود.
سافو باید حدود سال ۵۲۶ پیش از میلاد در این بندر زاده شده باشد. شهر ارسوس (Eresos) در آن سوی جزیره در این مورد تردید دارد، زیرا سکه‌های با نقش چهرهٔ سافو در حوالیِ این شهر یافته شده‌اند. دربارهٔ سال زاده شدن سافو نیز اختلاف نظر بسیار است. آرتور ویگال (Arthur Weigall)، دیپلمات و تاریخ‌نگار آمریکایی آن را سال ۲۶۱ پیش از میلاد دانسته‌است. به رغم آن که بسیاری نویسندگان این تاریخ را پذیرفته‌اند، تاریخ دانان بسیاری با آرتور ویگال موافق نیستند. زیرا هم او سبب ارائهٔ داده‌های جعلی و بنای سنتی جعلی بوده‌است.
سافو دو یا سه برادر داشت. کاراکسوس (Charaxos)، لاریکوس (Larichos) و شاید اوریگیوس. می‌گویند که دوریکا (Doricha)، زن ثروت‌مند با درآمد فروش شراب، برادر بزرگ – کاراکسوس را از مصریان بازخرید. سافو در شعرهاش از برادر بزرگ به دلیل رابطه‌اش با دوریکا –که هرودوت نام‌اش را رودوپیس Rhodopis)) ثبت کرده‌است خرده گرفته‌است. این روایت در عهد باستان بسیار نقل شده‌است. استرابو(Strabo) نوشته‌است که در سدهٔ نخست پیش از میلاد روایتی وجود داشته که یکی از اهرام مصر را معشوق دوریکا ساخته‌است. از برادر دیگر تنها این را می‌دانیم که او به دولت محلی میتیلن شراب می‌داده‌است و از نظر آتنئوس (Athenaeus) این حقِ مردان جوان از خانواده‌های ثروت‌مند بوده‌است. از این‌جا می‌توان برداشت کرد که سافو از خانوادهٔ ثروت‌مندی در لسبوس بوده‌است که صاحب باغ‌های زیتون و انگور در حومهٔ شهر میتیلن بود. از اوریگیوس خبر و اطلاعی در دست نیست.
برخی عقیده دارند – و برخی نیز این را انکار می‌کنند که سافو در نوجوانی با کرکولاس(Kerkolas) یا کرکیلاس (Kerkylas)، بازرگانی از جزیرهٔ آندروس (Andros) ازدواج کرده‌است. حاصل این ازدواج دختری بوده به نام کله‌ایس (Kleïs). در این نکته که سافو فرزند داشته‌است، تردید وجود دارد، اما وقتی خود سروده‌است که: «دختری دارم به نامِ کله‌ایس…» دلیلی برای تردید نمی‌ماند.
آلکایوسِ شاعر یکی از دوستان سافو بود و او را بسیار ستوده‌است. به نظر هرمسیاناکس (Hermesianax) او «چنگ می‌نواخته و آواز می‌خوانده تا عشق‌اش را به سافو بیان کند». در یکی از شعرهاش می‌خوانیم که «سافو با گلِ بنفشِ گیسوان و لب‌خندی به شیرینیِ شهد».

## نام
دربارهٔ نام سافو نیز اختلاف نظر وجود دارد. به زبان یونانیِ آیولی (Aeoli) که زبانِ مادری سافو بوده‌است، نامش را سافا (Psappha) می‌نوشتند و در یونانیِ آتن سافو (Psappho). در پاپیروس متعلق به پانصد سال پیش از میلاد و در دست‌نوشته‌های باستانی همان سافا نوشته شده‌است، اما بر بسیاری از سکه‌ها و تعدادی کاسه و گلدان سافو نیز دیده می‌شود. سنت اروپایی تلفظ و نوشتن نام‌ها – جز فرانسوی‌ها که می‌نویسندSapho – آن را Sappho ثبت کرده‌است. ویل دورانت هم در سرتاسر کتاب تاریخ تمدن این بانوی شاعر را با عنوان Sappho خوانده که در فارسی ساپفو ترجمه شده‌است.
هرودوت نام پدر سافو را اسکاماندرونیموس (Skamandronymos) یاد کرده، اما نویسندگان دیگر او را اسکاماندوس، اسکاموس، سموس (Semos)، سیمون، اکریتوس (Ekrytos)، اویارکوس(Euyarchos)، اونومینوس Eunominos))، اوریگیوس (Eurygios) و کامون (Kamon) نیز نامیده‌اند. خوش‌بختانه هم بر سر نام مادرش کله‌ایس (Kleïs) هم‌نظرند.

## ظاهر

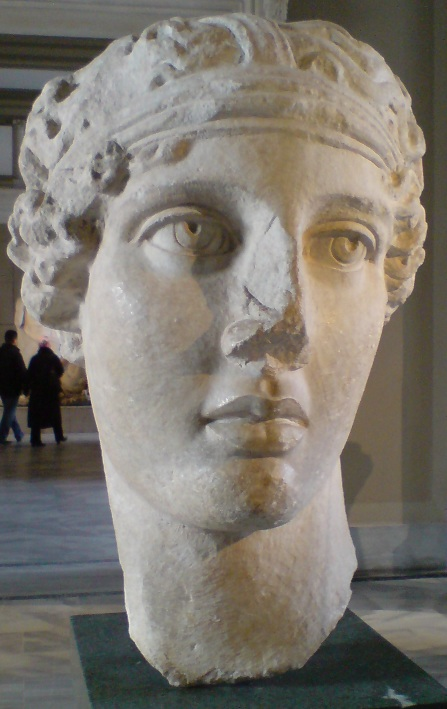
سافو

در سدهٔ چهارم پس از میلاد اسطوره‌ها و افسانه‌های بسیاری دربارهٔ سافو ساخته شد؛ که او روسپی بوده‌است، که به دلیلِ عشق با فائون دریانورد خود را از صخره‌ای به پایین پرت کرد، که دو سافو وجود داشته: یکی شاعر و دیگری زنی اشرافی؛ که او زنی زشت بوده‌است.
ماکسیموس تیروسی می‌نویسد: «سافوی زیبارو، زیرا سقراط به خاطر زیباییِ شعرهاش و خودش دوست می‌داشت او را چنین بنامد، گرچه او خُرد و تیره پوست بود». نویسندهٔ باستانی دیگر ادعا کرده‌است که «سافو نقص جسمانی داشت، بلبلی با بال‌های از شکل افتاده و تنی بس خُرد». و.ی.ب. دوبوا روشن‌فکر آفروآمریکایی براساس نوشتهٔ اویدیوس این برداشت را دارد که سافو سیاه‌پوست بوده‌است. او سافو را با آندرومدا، دختر سفئوس پادشاه اتیوپی مقایسه می‌کند. در این تردید نیست که مردم آئورلی دورگه بودند و در معیارهای آتنیِ «درشت و بلوند» نمی‌گنجیدند، اما سیاه‌پوست نامیدن سافو اغراقی بیش از اندازه‌است.
این که سافو خرد و کوتاه بوده‌است باید برداشتی از یکی از پاره‌شعرهایش باشد که می‌گوید دستانش به آسمان نمی‌رسد زیرا که خرد است. پرسش این‌جاست که او آیا این‌جا از تن و جسم می‌گوید یا که در قیاس با کهکشانِ بزرگ، خود را خرد و ناچیز می‌شمارد. چهرهٔ سافو بر سکه‌ها و گلدان‌ها به زیبایی ایزدبانوانهٔ آفرودیت نقش شده‌اند. زیبایی درونی سافو هم به بیانِ هم‌عصرانش آمده‌است و هم در شعرهای خودش.

## روابط
از دوستان سافو، آناگورا(Anagora)، آناکتوریا(Anactoria)، آتیس(Atthis)، ارینا (Erinna)، گیرینا(Gyrinna) گونجیلا (Gongyla)، هرو (Hero)، مگارا(Megara)، پراکسینوآ (Parxinoa)، تله‌سیپا (Telesippa)، تیماس (Timas)، دیکا (Dika) یا میکا (Mika) –مخفف مناسیدیکا(Mnasidika)  را می‌شناسیم. گورگو(Gorgo) و آندرومدا (Andromeda) از دشمنان او بوده‌اند.
سخن‌های بسیار دربارهٔ شکل رابطهٔ سافو با دختران و زنان گفته‌اند. می‌گویند او آموزش‌گاه آواز، رقص و موسیقی داشته‌است، یا پایه‌گذار مکتب تیاسوس به احترام آفرودیت، ایزدبانوی عشق بوده‌است. برخی دیگر می‌گویند این دخترانی که در شعرهاش نام برده‌است از شاگردان او بوده‌اند که در مراسم آیینی رقص زیبای میتیلن را اجرا می‌کرده‌اند.
علت اختلاف او با آندومدا و گورگو می‌تواند این باشد که آنان از آموزگاران بلندپایهٔ مدارس و مراسمِ آیینیِ رقیب بوده‌اند. این نکته مهم است، زیرا می‌تواند بسیاری از نکات دربارهٔ رابطه‌اش با دوستانِ زن‌اش را روشن کند.
آیا این رابطه حرفه‌ای بوده یا هم‌جنس‌گرایانه یا هر دو؟ از محتوای شعرها می‌توان تأکید بر هم‌جنس‌گرایی را درک کرد؛ زیرا در آن از رابطهٔ استاد و شاگرد ــ مرید و مراد ــ اثری نیست.

## آثار
کمدی نویسان سده چهارم پیش از میلاد، آمیپسیاس، آمفیس، آنتی‌پانس، دیفیلوس، افیپوس و تیموکلس، سافو و شعرش را به سخره گرفتند. این که زنی بتواند احساست فردی‌اش را عیان بیان کند، برای آتنی‌ها مایهٔ خنده بود، به‌خصوص که مردان نقش زنان را بازی می‌کردند. حتی پریکلس از مدافعان بزرگ دموکراسی معتقد بود برای زنان بزرگتین فضیلت این است که در گمنامی باشند. نویسندگان نه تنها شخص سافو را مسخره می‌کردند که زبان شعرش را نیز زبانِ روسپیان می‌نامیدند. قصه‌هایی دربارهٔ رابطهٔ هم‌جنس‌گرایانه‌اش، براساس برداشت از شعرهاش نیز توسط همین آقایان به‌صراحت نقل می‌شد. این نکته ما را به شکل جامعهٔ مردانهٔ آتن و مسخره‌کنندگان سافو آشنا می‌کند. نظر اینان دربارهٔ سافو به تمامی از این انگاره می‌آمد که زن را باید از زندگی اجتماعی دور نگه داشت. شهرت و احترام سافو تهدیدی برای شخصیت قدرت‌مندِ مرد بود. نتیجه‌گیری و پند کمدی‌ها این بود که از جامعه‌ای که به زن اجازهٔ بیانِ احساسات می‌دهد، انتظار زیادی نمی‌توان داشت.
محکومیت صریح و مستقیمِ سافو در جهان مسیحیت پیش آمد. با این همه سده‌های میانی و دوران ویکتوریا را از سر گذراند و اکنون پاره‌ای از کارهاش در اختیارمان است. مسیحیت نخستین از همان آغاز کارهای سافو را رد کرد. تاتیانوس نوشته‌است که در سال ۰۳۸ پس از میلاد، اسقفِ کنستانتینوپل (قسطنطنیه) سنت گره‌گوریوس نازیانزوس دستور داد تا همهٔ نسخه شعرهای سافو را بسوزانند که این کار انجام شد.
به سال ۳۹۱میلادی، مسیحیان همهٔ کتاب‌خانهٔ آثار کلاسیک پتوله‌مائوس در اسکندریه را سوزاندند و این که در سال۷۳۰۱ بار دیگر بازماندهٔ نسخه‌های سافو به دستور پاپ گره‌گوریوس هفتم در رم و قسطنطنیه به آتش کشیده شد، نشان آن است که شعر سافو هنوز در دست‌رس قرار داشت. در چهارمین مرحلهٔ جنگ‌های صلیبی ۴۱۲۰ سرداران ونیزی قسطنطنیه را غارت کردند و آنچه برجای ماند، در ۱۴۵۳پس از پیروزی ترکان به غنیمت گرفته شد. این گمان هست که هنوز نسخه‌هایی از شعرها و پاره‌شعرهای سافو در ترکیه وجود داشته باشد.
مهم‌تر این که گمان قوی وجود دارد که هنوز در بایگانی‌های کتاب‌خانهٔ واتیکان دست کم نسخه‌ای از نوشته‌های سافو نگه‌داری شود. به عنوان سندی از گناهِ شعر و شخصیتِ شاعر. نمی‌توان باور داشت که واتیکان همهٔ نسخه‌های آثار ممنوع یا ضاله را نابود کند. کلیساها حتی اسناد گنه‌کارانه را نگه‌داری می‌کنند. کتاب‌داران همهٔ جهان کتاب، نسخه و کاغذ نمی‌سوزانند؛ آن را جایی پنهان می‌کنند.
سافو و نوشته‌هایش جز دشمنان رسمی، قربانیِ سقوطِ دانش در سده‌های میانی و گذشت زمان نیز شده‌اند. تا آن‌جا که می‌دانیم هیچ نسخهٔ کاملی از نوشته‌ها سالم نمانده‌است. (در دوران رنسانس، دانش‌آموختگان ایتالیایی شعر کاملی از سافو را در مقاله‌ای از لونگینوس یافتند).
آنچه که از سافو یافته شده‌است – پاره‌شعرها، واژه و سطر توسط نویسندگان یونان و روم گردآوری شده‌است. بخش زیادی از نسخه‌ها و پاپیروس‌ها دیر یافته شده‌اند، زیرا به دلیل گرمای آب و هوا از بین رفته و فرسوده شده‌اند. از پانصد شعر، تنها پانصد سطر خواندنی بود. همهٔ این یافته‌ها در این‌جا ترجمه شده‌اند.
به هر حال نمی‌توان سده‌ای را با سدهٔ دیگر مقایسه کرد. سافو متعلق به همهٔ زمان هاست. او در زمان زندگی‌ش مورد احترام بسیاری بوده‌است و چنان‌که خود در شعرش گفته‌است پس از مرگ نیز فراموش نخواهد شد. نویسندگان و شاعران بسیاری این ادعا را کرده‌اند، اما سافو این را اثبات کرده‌است. او امروز نیز به اندازهٔ دوهزار و پانصد سال پیش مدرن است. هم‌جنس‌گرا یا نه، کار اوست که اهمیت دارد.